# حسين جلال بك
حسين جلال بك أحد ولاة الدولة العثمانية الذي أصبح والياً على بغداد لفترة خمسة اشهر بين 1913-1914م، خلفاً للوالي محمد زكي باشا. فقد أخبرت البرقية الصادرة من الداخلية ان حسين جلال بك والي ديار بكر عُيّن لولاية بغداد وانه جاء عن طريق الموصل في يوم الأحد 17 رجب 1331ه‍، واحتفل به، وقرئ فرمانه في 30 رجب سنة 1331ه‍. وفي عهده افتتحت دار البريد والبرق (التيلخانة)، وقد سبق ان تم وضع حجر الأساس لها في 16 كانون الأول سنة 1911م، فتم بناؤها على الطراز الحديث، وفي نهار الأحد 29 حزيران سنة 1913م، افتتحت بحضور الوالي وكبار الموظفين وغيرهم. ولا تزال عامرة، وهي دار بريد أيضاً لحد اليوم، وتقع تجاه الاعدادية المركزية للبنين.

## أعماله
1. عهد إلى الفريق الأول محمد فاضل باشا الداغستاني المتقاعد من العسكرية تفتيش الفيلق في 18 رجب سنة 1331ه‍.
2. الإعداد الملكي في بغداد تحول إلى مكتب سلطاني. وبذلك لم تشأ ان تقلب تحصيله إلى عربي، فكان ذلك تدبيراً اتخذته لإبقاء الحالة على ما هي عليه. ومن هذا السبب لم تتمكن العربية الفصحى في البلاد.
3. تقرر قبول أربعين طالبا في دار المعلمين الليلي وأعلنت الشروط المطلوبة.
4. عزل والي البصرة علاء الدين بك الدروبي عن منصبه، وأنيطت الأشغال بالآمر عزت باشا أمير اللواء الكركوكلي الذي أصبح وزيراً للمواصلات والأشغال في الوزارة النقيبية.
5. ورد الأمر بتعيين قائد الفيلق في بغداد علي رضا باشا الركابي وكيلاً لولاية البصرة، وسافر إليها في 27 تشرين الثاني سنة 1913م.
6. زاد الشغب في البصرة كثيراً، واضطرب حبل الأمن فعادت لا تصلح للسكنى خصوصاً للموظفين الترك. وطالبوا بالإصلاح وقدموا عريضة لمقام الولاية.
7. أنشئ في أواخر آذار سنة 1913م، النادي العلمي في الكرخ. وصار يؤمه الناس.

## عزله
عزل الوالي حسين جلال بك في أول يوم العيد الأضحى 10 أيلول سنة 1913م، وسافر إلى إسطنبول صباح الأربعاء 26 ذي الحجة سنة 1331ه‍، فخلفه في الولاية مفتش الفيلق محمد فاضل باشا الداغستاني بالوكالة، إعتباراً من يوم سفره إلى يوم 20 صفر سنة 1332ه‍ (كانون الثاني سنة 1914م) وهو يوم ورود الوالي الجديد جاويد باشا.
وقد كانت اقصر مدة ولاية قضاها الوالي حسين جلال بك الذي امتدت أيامه في بغداد لخمسة أشهر وأربعة أيام فقط.